# Falkenbergs IP
Der Falkenbergs idrottsplats (deutsch Falkenberg-Sportplatz, kurz: Falkenbergs IP) ist ein Fußballstadion mit Leichtathletikanlage in der schwedischen Stadt Falkenberg, Provinz Hallands län. Die Sportstätte mit heute 4.000 Plätzen wurde 1921 im Beisein von Kronprinz Gustav VI. Adolf von Schweden unter dem Namen Föreningen Falkenbergs Idrottsplats eröffnet. Es war bis 2017 die Heimat der Fußballvereine Falkenbergs FF, IF Böljan und Rinia IF. Des Weiteren nutzt der Leichtathletikverein Falkenbergs IK die Anlage.
Auf der überdachten Haupttribüne befinden sich 877 Sitzplätze auf Holzbänke. Auf der Gegengerade befinden sich Beton-Traversen mit Stehplätzen. Die Kurven sind unausgebaut. Innerhalb der letzten Jahre hat man das Stadion mit einer Flutlichtanlage mit 1000 Lux Beleuchtungsstärke ausgestattet. Um das Naturrasenspielfeld verläuft eine Leichtathletikanlage mit sechsspuriger Tartanbahn. Hinter der Südkurve der Anlage liegen zwei Trainingsplätze mit der Spielfeldgröße von 100 × 60 Meter, einer mit Kunstrasen und Flutlicht. Daneben liegt ein Feld mit Minispielfeldern. Der Platz hinter der Nordkurve ist Standort von Parkplätzen. Die Räume des Stadions sind u. a. mit 12 Umkleidekabinen, drei Büros und zwei Saunen ausgerüstet.
Dem Falkenbergs FF gelang Ende 2013 erstmals der Aufstieg in die höchste schwedische Liga, der Fotbollsallsvenskan. Die Anforderungen an Stadien der Allsvenskan steigen ab 2014 an. So soll z. B. das Spielfeld die Größe 105 × 65–68 Meter haben und dieses von März bis November bespielbar sein. Dies würde eine Rasenheizung erfordern. Des Weiteren muss das Flutlicht ausreichend für Fernsehübertragungen sein. Eine Mindestzahl von 3.000 überdachten Sitzplätzen sind genauso vorgeschrieben wie ausreichende Umkleiden, Toiletten und medizinische Räumlichkeiten für Dopingproben. Da sich der Falkenbergs IP in Größe, Ausstattung und Komfort nicht mehr auf der Höhe der Zeit befindet, ist ein Stadionneubau am Standort Kristineslätt oder ein Umbau im Gespräch.
Seit 2017 tragen der Falkenbergs FF und der IF Böljan ihre Heimspiele im April des Jahres eröffneten Falcon Alkoholfri Arena mit 5 565 Plätzen aus.